# جمتشوجنيي
جمتشوجنيي (بالروسية: Жемчужный) وتعني اللؤلؤة هي مدينة في جمهورية خقاسيا في روسيا.
يبلغ عدد سكانها حوالي 721 نسمة.